# 戈尔巴托夫卡
戈尔巴托夫卡（羅馬化：Gorbatovka）是俄罗斯下诺夫哥罗德州的市级镇，属州辖市捷尔任斯克市，地处下诺夫哥罗德州中西部，在捷尔任斯克东偏北、州府下诺夫哥罗德西侧。附近有铁路车站多斯基诺（Доскино）站。
该地2021年人口有3,395人；2010年人口3,378；2002年人口3,321；1989年人口4,452。